# Armorial des communes du Cher
- il comporte peu ou pas de sources.
- il reste des blasons à dessiner dans cet armorial.

Cette page donne les armoiries (figures et blasonnements) des communes du Cher.

(1 dessin(s) en attente. G)
- Haut – A
- B
- C
- D
- E
- F
- G
- H
- I
- J
- K
- L
- M
- N
- O
- P
- Q
- R
- S
- T
- U
- V
- W
- X
- Y
- Z

## A
| Blason de Achères | Blason  | Écartelé : au 1er d'azur à la chapelle d'argent essorée de sable et terrassée de sinople, au 2e d'azur à la ruche d'argent, couverte d'or, terrassée de sinople et environnée de quatre abeilles volantes d'argent, au 3e d'azur à l'outil à fendre les merrains et à la hache de bûcheron d'argent passées en sautoir, au 4e d'azur au pot de terre à deux anses accompagné en chef à senestre et en pointe à dextre de deux brocs, celui de la pointe contourné, le tout au naturel, à la croix en filet de gueules brochant sur l'écartelé, à la fleur de lis d'or brochant en cœur sur le tout. |
| Blason de Achères | Détails | * Il y a là non-respect de la règle de contrariété des couleurs : ces armes sont fautives (gueules et sinople sur azur). Le statut officiel du blason reste à déterminer. |

| Blason de Aix-d'Angillon (Les) | Blason  | D'azur semé de molettes d'éperon d'or, au lion du même brochant sur le tout. |
| Blason de Aix-d'Angillon (Les) | Détails | Conférées en 1301 par charte d'Henry de Sully, seigneur de Sully, La Chapelle et Les Aix d'Angillon, qui donne la franchise aux habitants de sa châtellenie des Aix d'Angillon suivant la coutume de Lorris. Armoiries des anciens sires de Sully. Le statut officiel du blason reste à déterminer. |

| Blason de Annoix | Blason  | De sinople à l'aqueduc d'argent isolé de trois arches et une demie à senestre et posé en perspective dans le sens de la barre, au chef cousu d'azur chargé d'une clé d'argent accostée de deux fleurs de lys d'or. |
| Blason de Annoix | Détails | * Il y a là non-respect de la règle de contrariété des couleurs : ces armes sont fautives (azur sur sinople). Le vert rappelle la culture dans le village. L'aqueduc est celui de Traslay, la clef celle de saint Pierre, saint patron d'Annoix jusqu’à la Révolution. Les fleurs de lys rappellent que la paroisse releva longtemps du chapitre de la Sainte-Chapelle de Bourges, dans le domaine royal. Le statut officiel du blason reste à déterminer. |

| Blason de Arçay | Blason  | D'azur à trois gerbes de blé d'or, à la bordure crénelée cousue* de gueules. |
| Blason de Arçay | Détails | * Ces armes emploient le terme « cousu » dans le seul but de contrevenir à la règle de contrariété des couleurs : elles sont fautives (gueules sur azur). Le statut officiel du blason reste à déterminer. |

| Blason à dessiner | Blason  | Coupé ondé: au 1er d'or au pal de sinople chargé d'un épi de blé d'or, adextré d'une volute de crosse de gueules et senestré d'un casque romain du même, au 2e parti au I de gueules à l'étoile d'or, au II d'argent au lion de sable armé et lampassé de gueules; à la divise ondée d'azur brochant sur la partition. |
| Blason à dessiner | Détails | Le statut officiel du blason reste à déterminer. |

| Blason de Argent-sur-Sauldre | Blason  | Parti : au 1er d'azur à la bande d'or chargée de trois cosses de pois de sinople, au 2e d'argent à la fasce de sinople accompagnée de trois trèfles du même. |
| Blason de Argent-sur-Sauldre | Détails | Armoiries de la famille Dupré de Saint-Maur. Le statut officiel du blason reste à déterminer.                                                                |

| Blason de Argenvières | Blason  | D'argent à la fasce ondée d'azur, au chef du même chargé de trois tiercefeuilles d'or.                                              |
| Blason de Argenvières | Détails | L'argent (métal) est parlant. La fasce ondée rappelle le canal latéral à la Loire. Le statut officiel du blason reste à déterminer. |

| Blason de Assigny | Blason  | De sinople à la grange pyramidale du lieu (dite du Joliveau) d'argent ouverte de sable, mantelé de gueules chargé à dextre d'un agneau d'argent et à senestre d'une cloche du même. |
| Blason de Assigny | Détails | Adopté en (?) |

| Blason de Aubigny-sur-Nère | Blason  | De gueules aux trois fermaux d'or. |
| Blason de Aubigny-sur-Nère | Détails | Le fermaillet évoque les boucles-fermoirs des plaids des Écossais. C'est un meuble que l'on retrouve dans les armoiries des branches cadettes des Stuarts issues de John Stuart de Bonkyl, mort le 22 juillet 1298 à la bataille de Falkirk et qui fut le premier à en porter dans ses armoiries. Les armoiries d'Aubigny sont un dérivé des armoiries de John Stuart de Darnley (John Stewart of Darnley), premier seigneur d'Aubigny. Première apparition dans un psautier du XVe siècle présent aux Archives départementales du Cher. |
| Blason de Aubigny-sur-Nère | Alias   | De gueules au fer de maillet d'or. |

| Blason de Augy-sur-Aubois | Blason  | D'azur à la silhouette du village de même, à la fontaine du lieu d'or brochant sur le tout, à la filière cousue de gueules.                                    |
| Blason de Augy-sur-Aubois | Détails | * Il y a là non-respect de la règle de contrariété des couleurs : ces armes sont fautives (gueules sur azur). Le statut officiel du blason reste à déterminer. |

| Blason de Avord | Blason  | Coupé : au 1er d'azur à la croisette pommetée en abîme, chargée d'une ombre d'agneau pascal, le tout d'or, au 2e de sinople aux deux demi-vols adossés d'or, à la fasce ondée d'argent brochant sur la partition. |
| Blason de Avord | Détails | La croix pommetée est celle du fronton de l'église. Le mouton est celui du Berry et évoque également l'agneau pascal. Le vol symbolise la base aérienne d'Avord sur le fond bleu du ciel. Le vert est celui des étendues de la champagne berrichonne. La fasce ondée rappelle l'étymologie d'Avord, de la racine gauloise Av (eau) qui se retrouve dans « Avaricum et « Yèvre ». Créées par Mme Geneviève Bailly, ancienne archiviste des archives départementales du Cher. Le statut officiel du blason reste à déterminer. |

| Blason de Azy | Blason  | Tiercé en pairle renversé : au 1er d'azur à trois roses d'or, au 2e d'argent à une volute de crosse de gueules, au 3e de sinople à une gerbe de blé d'or liée de gueules. |
| Blason de Azy | Détails | La volute de crosse est attribut de saint Sulpice, patron de la commune. Le blé et la couleur verte représentent l'agriculture. La fasce de gueules (pièce horizontale rouge) et les roses héraldiques sont des éléments des armes de la famille de Ganay, seigneurs d'Azy au milieu du XVe siècle. Création Jean-François Binon. Adopté le 21 novembre 2016. |

Pas d'information pour les communes suivantes : Ainay-le-Vieil, Allogny, Allouis, Apremont-sur-Allier, Arcomps, Arpheuilles (Cher), Aubinges
- Haut – A
- B
- C
- D
- E
- F
- G
- H
- I
- J
- K
- L
- M
- N
- O
- P
- Q
- R
- S
- T
- U
- V
- W
- X
- Y
- Z

## B
| Blason de Bannay | Blason  | D'azur aux trois épis de blé d'or rangés en bande, à la bordure engrêlée cousue de gueules. |
| Blason de Bannay | Détails | * Il y a là non-respect de la règle de contrariété des couleurs : ces armes sont fautives (gueules sur azur). Les épis de blé rappellent l'agriculture et remplacent ici les trois fleurs de lys des armoiries du Berry. Le statut officiel du blason reste à déterminer. |

| Blason de Barlieu | Blason  | Écartelé : au 1er d'argent à la divise ondée d'azur, au 2e de gueules au cœur d'argent, au 3e de gueules à la fleur de lys d'argent, au 4e d'argent à l'épi de blé de sinople en barre.                                                                               |
| Blason de Barlieu | Détails | La divise ondée symbolise la rivière Sauldre. Le cœur rappelle la vente de Barlieu à Jacques Cœur en 1448, la fleur de lys, que Louis XVI devint seigneur de Barlieu à partir de 1785. L'épi rappelle l'agriculture. Le statut officiel du blason reste à déterminer. |

| Blason de Baugy | Blason  | Burelé d'or, d'azur et d'argent,.                                                          |
| Blason de Baugy | Détails | Armoiries de la famille Bar de Buranlure. Le statut officiel du blason reste à déterminer. |

| Blason de Belleville-sur-Loire | Blason  | D’azur au château couvert, flanqué de deux échauguettes crénelées d’argent, maçonné de sable, sur une champagne de sinople chargée d’une rivière ondée d’azur coulant en barre, au chef de sinople chargé d’un lion léopardé d’or, lampassé de gueules, adextré d’une tête de crosse contournée d’or mouvant du trait du chef. |
| Blason de Belleville-sur-Loire | Détails | * Il y a là non-respect de la règle de contrariété des couleurs : ces armes sont fautives (sinople sur azur). Le statut officiel du blason reste à déterminer. |

| Blason de Bessais-le-Fromental | Blason  | Taillé : au 1er de sinople à la lettre « b » d'or, au 2e d'azur à l'épi de blé d'or posé en barre. |
| Blason de Bessais-le-Fromental | Détails | Le B est l'initiale du nom de la commune. L'épi de blé est parlant (froment > Fromental). Le bleu rappelle l'étang de Goule, le vert les prés. Armes parlantes (blé). Le statut officiel du blason reste à déterminer. |

| Blason de Blancafort | Blason  | Parti : au 1er d'azur à onze besants d'or ordonnés 3, 3, 3 et 2, au 2e d'argent au cerisier de sinople, fruité de gueules et au chef du même chargé d'une étoile de six rais d'or. |
| Blason de Blancafort | Détails | Les onze besants rappellent que le premier centre de la zone euro (jusqu'au 1er janvier 2001) était situé sur le territoire de la commune de Blancafort sur les terres de la ferme La Grande Roche. La partie senestre reprend les armoiries de la famille Duranti. Le statut officiel du blason reste à déterminer. |
| Blason de Blancafort | Alias   | Parti : au 1er de gueules à une corne d'abondance au naturel, au 2e d'argent à un cerisier (ou un arbre) arraché au naturel, au chef d'azur chargé d'une étoile à six rais d'or. |

| Blason de Bourges | Blason  | D'azur à trois moutons d'argent, accornés, onglés, colletés et clarinés d'or (passant chacun sur une terrasse isolée de sinople), à la bordure engrêlée cousue de gueules, au chef d'azur chargé de trois fleurs de lis d'or (brochant sur la bordure). * Ces armes emploient le terme « cousu » dans le seul but de contrevenir à la règle de contrariété des couleurs : elles sont fautives (bordure de gueules sur champ d'azur). Devise / CriSumma imperii penes bituriges (Le pouvoir suprême appartient aux Bituriges). |
| Blason de Bourges | Détails | Les moutons rappellent les anciens élevages et l'importance du commerce de la draperie au Moyen Âge. La bordure engrêlée provient des armoiries du Berry. Adopté le 11 mai 1811. |
| Blason de Bourges | Alias   | D'azur aux trois moutons d'argent accornés de sable, colletés de gueules et clarinés d'or, passant chacun sur une terrasse isolée de sinople, à la bordure engrêlée cousue de gueules, au chef aussi d'azur chargé de trois fleurs de lys d'or brochant sur la bordure. * Ces armes emploient le terme « cousu » dans le seul but de contrevenir à la règle de contrariété des couleurs : elles sont fautives (bordure de gueules sur champ d'azur).                                                                          |

| Blason de Brécy | Blason  | D'argent à la croix ancrée alésée de gueules, cantonnée en chef de deux arbres de sinople fûtés de sable, au lion d'or brochant, au chef d'azur chargé d'épis de blé couchés à senestre et liés d'or. |
| Blason de Brécy | Détails | Le lion est celui de la maison de Culan qui possédait la châtellenie de Brécy au XVIe siècle. La croix provient des armoiries de Pierre Dumont, commandeur des Templiers des Bordes en 1537 et figurent dans la chapelle des templiers de Francheville (lieu-dit de la commune de Brécy). Les arbres symbolisent la forêt. Les épis de blé font référence à l'agriculture. Adopté le 15 mai 1998 |

| Blason de Brinon-sur-Sauldre | Blason  | D'azur à trois tours d'or, deux en chef et une en cœur posée sur un mont du même mouvant de la pointe. |
| Blason de Brinon-sur-Sauldre | Détails | Approuvé en 2017.                                                                                      |

| Blason de Bruère-Allichamps | Blason  | Parti : au 1er d'azur au pont d'une arche et deux demies d'argent, mouvant des flancs, maçonné de sable et posé sur une champagne ondée d'or, au chef cousu de gueules, bastillé de deux pièces et chargé d'une fasce alésée cousue d'azur surchargée de trois fleurs de lis d'or, au 2e de sinople à la colonne d'or. |
| Blason de Bruère-Allichamps | Détails | * Il y a là non-respect de la règle de contrariété des couleurs : ces armes sont fautives (gueules sur azur). Adopté en mai 2017. |

| Blason de Bussy | Blason  | Écartelé : au 1er d'or à trois pals alésés et fichés de gueules, au 2e d'azur à deux fasces d'argent, au 3e d'azur à un lion d'or, armé, lampassé et couronné de gueules, au 4e d'or à une aigle de sable. |
| Blason de Bussy | Détails | Adopté en janvier 2023. |

Pas d'information pour les communes suivantes : Bannegon, Beddes, Beffes, Bengy-sur-Craon, Berry-Bouy, Blet, Boulleret, Bouzais, Brinay (Cher), Bué
- Haut – A
- B
- C
- D
- E
- F
- G
- H
- I
- J
- K
- L
- M
- N
- O
- P
- Q
- R
- S
- T
- U
- V
- W
- X
- Y
- Z

## C
| Blason de Celle (La) | Blason  | D'azur à la fasce d'or, accompagnée de trois croissants du même.                                               |
| Blason de Celle (La) | Détails | Armoiries basées sur celles de la famille Gouge de Charpaigne Le statut officiel du blason reste à déterminer. |

| Blason de Cerbois | Blason  | D'or à la croix de gueules, au comble de vair à l'antique d'une tire (alias : au chef denté en forme de cloches de vair d'azur). |
| Blason de Cerbois | Détails | Inspiré des armoiries de la famille De Laage de Cerbois. Le statut officiel du blason reste à déterminer.                        |

| Blason de Chapelle-d'Angillon (La) | Blason  | D'or à la croix ancrée de sable.                 |
| Blason de Chapelle-d'Angillon (La) | Détails | Le statut officiel du blason reste à déterminer. |

| Blason de Chapelle-Saint-Ursin (La) | Blason  | D’azur à la bande d’or chargée de trois tiercefeuilles versées de gueules, accompagnée en chef de saint Ursin en évèque bénissant d’or et en pointe d’une chapelle du même |
| Blason de Chapelle-Saint-Ursin (La) | Détails | Armes parlantes (chapelle + saint Ursin). Adopté le 21 décembre 1988 |

| Blason de Charenton-du-Cher | Blason  | Taillé : au 1er d'azur à deux crosses adossées d'argent mouvant du trait de partition, au 2e d'argent à trois fasces de gueules.                                                                            |
| Blason de Charenton-du-Cher | Détails | Armoiries des abbesses de l'abbaye de Bellavaux de Charenton combinées avec une variante de celles d'Ebbe de Charenton (l'argent étant remplacé par l'or). Le statut officiel du blason reste à déterminer. |

| Blason de Chârost | Blason  | D'argent à la fasce de gueules surmontée d'un lambel du même.                                                         |
| Blason de Chârost | Détails | Armoiries de l'ancienne famille de Béthune-Chârost, éteinte en 1800. Le statut officiel du blason reste à déterminer. |

| Blason de Châteaumeillant | Blason  | Écartelé : au 1er d'or aux trois fers de lance de sable, au 2e burelé d'argent et d'azur, au 3e d'azur à la croix alésée d'argent, au 4e d'azur aux deux fasces d'argent accompagnées de six besants du même. |
| Blason de Châteaumeillant | Détails | Combinaison des armoiries des familles de Fradet (1), Lusignan (2) et Saint-Gelais (3). Elles sont gravées dans une ancienne salle capitulaire. Le statut officiel du blason reste à déterminer.              |

| Blason de Châteauneuf-sur-Cher | Blason  | Écartelé : au 1er et au 4e de gueules aux trois fleurs d'aubépine d'argent, au 2e et au 3e d'azur au heaume d'argent taré de profil.                                                        |
| Blason de Châteauneuf-sur-Cher | Détails | Armoiries parlantes de Claude Ier de l’Aubespine, seigneur de Châteauneuf-sur-Cher, associées à celles de sa femme Marguerite le Berruyer. Le statut officiel du blason reste à déterminer. |

| Blason de Châtelet (Le) | Blason  | De gueules au château d'argent maçonné de sable surmonté de trois fleurs de lys d'or rangées en chef. |
| Blason de Châtelet (Le) | Détails | Armes parlantes (château > Le Châtelet). Elles datent du XVIIIe siècle.                               |

| Blason de Chaumont | Blason  | D'azur au mont d'argent sommé d'une grenouille contournée de sinople, allumée d'argent, entre deux roseaux à massettes tigés et feuillés d'or, au chef de gueules chargé de deux cloches d'or et à la filière du même. |
| Blason de Chaumont | Détails | Adopté le 22 février 2024. |

| Blason de Chavannes | Blason  | Tiercé en pairle renversé : au 1er d'or à une couronne de laurier de sinople, au 2e d'azur à une gerbe de blé d'or liée de gueules, au 3e de gueules à une borie d'argent ouverte et maçonnée de sable, à une fleur de lys des jardins d'argent brochant en cœur sur la partition.                   |
| Blason de Chavannes | Détails | La couronne de laurier est pour le passé romain de la commune, la gerbe de blé évoque l'agriculture céréalière actuelle, la borie rappelle les nombreuses vignes disparues et la fleur de lys est attribut de sainte Anne, patronne de la paroisse. Le statut officiel du blason reste à déterminer. |

| Blason de Chéry | Blason  | Parti : au 1er de gueules à saint Didier, évêque d'or, au 2e d'argent à la grappe de raisin de pourpre tigée et feuillée au naturel, le tout au chef engrêlé d'azur chargé d'un casque romain d'or accosté de deux couronnes de laurier du même. |
| Blason de Chéry | Détails | Le statut officiel du blason reste à déterminer. |

| Blason de Civray | Blason  | De sinople à la porte de ville flanquée de deux échauguettes d'argent, au chef cousu d'azur chargé d'une clé d'or accostée de deux fleurs de lis du même.      |
| Blason de Civray | Détails | * Il y a là non-respect de la règle de contrariété des couleurs : ces armes sont fautives (azur sur sinople). Le statut officiel du blason reste à déterminer. |

| Blason de Clémont | Blason  | Parti : au 1er d'azur au lion d'or accompagné de quatre étoiles du même, deux en chef et deux en pointe, au 2e coupé au I recoupé d'azur et d'argent, au II d'azur à un cœur d'or accompagné en chef de deux étoiles et en pointe d'une croisette, le tout du même, le tout enfermé dans une bordure réduite, engrêlée et cousue de gueules.                                               |
| Blason de Clémont | Détails | * Il y a là non-respect de la règle de contrariété des couleurs : ces armes sont fautives (gueules sur azur). Armoiries de la famille de Sully (premier du parti), armoiries de la famille de Gamache (premier du coupé), armoiries de la famille Dubuc de Lauroy (second du coupé). La bordure engrêlée rappelle les armoiries du Berry. Le statut officiel du blason reste à déterminer. |

| Blason de Concressault | Blason  | Bandé d'or et de gueules de six pièces.          |
| Blason de Concressault | Détails | Le statut officiel du blason reste à déterminer. |

| Blason de Cornusse | Blason  | Coupé ondé : au 1er parti au I d'azur à une couronne de laurier d'or, au II d'or à un manteau de gueules posé sur le fil d'une épée basse d'argent posée en barre, au 2e de sinople à un épi de blé d’or accosté de deux agneaux affrontés d'argent. |
| Blason de Cornusse | Détails | Adopté. |

| Blason de Couargues | Blason  | Coupé ondé : au 1er de sinople à sept épis d'or empoignés en éventail, liés de gueules, accompagnés en chef de deux abeilles en vol d'or, celle de dextre en barre et celle de senestre en bande, au 2e d'azur à deux brochets d'argent, nageant l'un au-dessus de l'autre, le second contourné. |
| Blason de Couargues | Détails | Création J-F Binon, Adopté en 2023. |

| Blason de Couy | Blason  | Parti : au 1er de gueules à l'église du lieu d'argent, de demi-profil en perspective, le portail à dextre, au 2e de sinople à la chèvre d'argent, le tout au chef d'argent chargé de deux fasces ondées d'azur. |
| Blason de Couy | Détails | L'église est celle de la commune, la chèvre rappelle la Fête des chieuves organisée chaque année depuis 1964. Création du Conseil français d'héraldique. Adopté en 2003.                                        |

| Blason de Crézancy-en-Sancerre | Blason  | D'azur à la chèvre saillante d'or, la patte senestre posée sur un tonneau d'argent cerclé de sable, accompagnée à dextre du chef d'une grappe de raisin d'or, tigée et feuillée au naturel.                                                                                                |
| Blason de Crézancy-en-Sancerre | Détails | La chèvre rappelle la production locale de crottins de Chavignol, la grappe et le tonneau la production de vin de Sancerre, les couleurs bleu et jaune étant celles des armoiries de Sancerre. Créées par les archives départementales du Cher. Proposées à la commune le 15 octobre 1992. |

| Blason de Culan | Blason  | D’azur semé de molettes d’or, au lion du même surmonté d’un lambel d’or.        |
| Blason de Culan | Détails | Armoiries des barons de Culan. Le statut officiel du blason reste à déterminer. |

Pas d'information pour les communes suivantes : La Celette, La Celle-Condé, Chalivoy-Milon, Chambon (Cher), La Chapelle-Hugon, La Chapelle-Montlinard, La Chapelotte, Charentonnay, Charly (Cher), Chassy (Cher), Chaumoux-Marcilly, Le Chautay, Chezal-Benoît, Cogny (Cher), Colombiers (Cher), Contres (Cher), Corquoy, Cours-les-Barres, Coust, Crézançay-sur-Cher, Croisy, Crosses, Cuffy.
- Haut – A
- B
- C
- D
- E
- F
- G
- H
- I
- J
- K
- L
- M
- N
- O
- P
- Q
- R
- S
- T
- U
- V
- W
- X
- Y
- Z

## D
| Blason de Dun-sur-Auron | Blason  | D'azur à la fasce cousue de gueules, accompagnée en chef de trois fleurs de lys d'or et en pointe d'un mouton d'argent.                                     |
| Blason de Dun-sur-Auron | Détails | * Il y a là non-respect de la règle de contrariété des couleurs : ces armes sont fautives (gueules sur azur). Enregistrées en 1699 dans l'Armorial général. |

Pas d'information pour les communes suivantes : Dampierre-en-Crot, Dampierre-en-Graçay, Drevant
- Haut – A
- B
- C
- D
- E
- F
- G
- H
- I
- J
- K
- L
- M
- N
- O
- P
- Q
- R
- S
- T
- U
- V
- W
- X
- Y
- Z

## E
Pas d'information pour les communes suivantes : Ennordres, Épineuil-le-Fleuriel, Étréchy (Cher)

## F
| Blason de Foëcy | Blason  | D'azur à la fasce d'argent chargée de trois fleurs de lys de gueules, accompagnée de trois alouettes d'or.                                               |
| Blason de Foëcy | Détails | Armoiries de la famille de la Loë, anciens seigneurs de Foëcy, propriétaires du château de 1399 à 1730. Le statut officiel du blason reste à déterminer. |

Pas d'information pour les communes suivantes : Farges-Allichamps, Farges-en-Septaine, Faverdines, Feux (Cher), Flavigny (Cher), Fussy
- Haut – A
- B
- C
- D
- E
- F
- G
- H
- I
- J
- K
- L
- M
- N
- O
- P
- Q
- R
- S
- T
- U
- V
- W
- X
- Y
- Z

## G
| Blason de Gardefort | Blason  | D'azur au chevron d'or accompagné en chef de trois fusées accolées d'argent, percées du champ et en pointe d'une étoile à six rais du même. Devise / CriPerseverare (Persévérer).                             |
| Blason de Gardefort | Détails | Armoiries figurant sur une clef de voûte et des culs-de-lampe dans l'ancienne chapelle seigneuriale de la commune (armoiries d’une ancienne famille, non identifiée, de Gardefort). Adoptéle 18 octobre 1996. |

| Blason de Graçay | Blason  | D'azur au lion d'or.                                                                        |
| Blason de Graçay | Détails | Armoiries des anciens seigneurs de Graçay. Le statut officiel du blason reste à déterminer. |

| Blason à dessiner | Blason  | Tiercé en pairle renversé: au 1er de gueules à l'église Saint-Martin du lieu d'or, au 2e de sinople au lavoir du lieu d'or posé en perspective, au 3e d'argent à trois burelles ondées d'azur. |
| Blason à dessiner | Détails | Adopté le 22 juillet 2025. |

| Blason de Grossouvre | Blason  | D'or à la bande échiquetée de sable et d'argent de deux tires.                                                          |
| Blason de Grossouvre | Détails | Armoiries des Grivel, seigneurs de Grossouvre pendant plus de 400 ans. Le statut officiel du blason reste à déterminer. |

| Blason de Guerche-sur-l'Aubois (La) | Blason  | D’or à la croix ancrée de sinople. |
| Blason de Guerche-sur-l'Aubois (La) | Détails | Armoiries de la Maison des Barres, puissante famille qui domina la ville du XIIe au XVIe siècle. Le statut officiel du blason reste à déterminer. |

Pas d'information pour les communes suivantes : Garigny, Genouilly, Germigny-l'Exempt, Givardon, Gron, La Groutte
- Haut – A
- B
- C
- D
- E
- F
- G
- H
- I
- J
- K
- L
- M
- N
- O
- P
- Q
- R
- S
- T
- U
- V
- W
- X
- Y
- Z

## H
| Blason de Henrichemont | Blason  | D'argent à la fasce de gueules. |
| Blason de Henrichemont | Détails | Armoiries de Maximilien de Béthune, duc de Sully (1559-1641), fondateur de la ville en 1609. Le statut officiel du blason reste à déterminer. |

| Blason de Herry | Blason  | D'azur semé de croisettes au pied fiché d'or, au lion du même brochant, à la jumelle ondée d'argent brochant sur le tout.                                                        |
| Blason de Herry | Détails | Variation des armoiries de la famille de Sully, anciens seigneurs de Herry. La jumelle symbolise la Loire et son canal latéral. Le statut officiel du blason reste à déterminer. |

Pas d'information pour les communes suivantes : Humbligny
- Haut – A
- B
- C
- D
- E
- F
- G
- H
- I
- J
- K
- L
- M
- N
- O
- P
- Q
- R
- S
- T
- U
- V
- W
- X
- Y
- Z

## I
| Blason de Ivoy-le-Pré | Blason  | D'argent à la branche d'if fruitée de deux pièces au naturel, posée en pal et renversée, à la filière d'or.                                                 |
| Blason de Ivoy-le-Pré | Détails | * Il y a là non-respect de la règle de contrariété des couleurs : ces armes sont fautives (or sur argent). Le statut officiel du blason reste à déterminer. |

Pas d'information pour les communes suivantes : Ids-Saint-Roch, Ignol, Ineuil

## J
| Blason de Jalognes | Blason  | D'azur à un lion couronné d'argent, armé et lampassé de gueules.                 |
| Blason de Jalognes | Détails | Armes de la famille de Guibert. Le statut officiel du blason reste à déterminer. |

| Blason de Jars | Blason  | De sinople à deux cotices ondées et abaissées d’argent, accompagnées en chef d’un jars au naturel, au franc-quartier cousu de gueules chargé d’une volute de crosse d'or. |
| Blason de Jars | Détails | Armes parlantes (jars). Création Jean-François Binon. Adopté le 24 novembre 2014.                                                                                         |

| Blason de Jussy-Champagne | Blason  | Écartelé : au 1er d'azur à la coquille renversée en bande d'or, au 2e d'or aux trois joncs de marais de gueules joints en pointe et posés en barre, au 3e d'or au mouton de gueules, au 4e d'azur au cœur d'or, à la fasce ondée d'argent brochant sur le tout. |
| Blason de Jussy-Champagne | Détails | Le jaune représente la champagne berrichonne au moment des moissons en été, le bleu les ciels du Berry ainsi que la couleur des anciens seigneurs de Jussy. La coquille Saint-Jacques et le cœur rappellent que la commune se situe sur la route touristique Jacques-Cœur. Les épis de blé symbolisent l'agriculture. Le mouton est l'animal emblématique du Berry, l'agneau pascal étant aussi présent sur la façade de l'église. Adopté le 21 décembre 1990l. |

Pas d'information pour les communes suivantes : Jouet-sur-l'Aubois, Jussy-le-Chaudrier
- Haut – A
- B
- C
- D
- E
- F
- G
- H
- I
- J
- K
- L
- M
- N
- O
- P
- Q
- R
- S
- T
- U
- V
- W
- X
- Y
- Z

## L
| Blason de Léré | Blason  | D'azur aux trois glands d'or avec leur cupule de sable, posés en barre et feuillés de deux pièces aussi d'or en bande. |
| Blason de Léré | Détails | Armoiries de la famille de La Barre, seigneurs de Villattes. Le statut officiel du blason reste à déterminer.          |

| Blason de Levet | Blason  | D'or au cœur de gueules, accompagné en chef de trois marguerites tigées de sinople et boutonnées du champ et en pointe de quatre étoiles du même, ordonnées 3 et 1.                                          |
| Blason de Levet | Détails | Le cœur rappelle la position centrale de la commune en France à l'intersection de nombreuses routes. L'or évoque la champagne berrichonne et l'agriculture. Le statut officiel du blason reste à déterminer. |

| Blason de Lignières | Blason  | D'or au chef de vair, au lion de gueules couronné d'or brochant sur le tout. |
| Blason de Lignières | Détails | Enregistré le 21 janvier 1701 dans L'Armorial général.                       |

| Blason de Limeux | Blason  | D'argent au chevron de gueules chargé de deux épis d'or et accompagné de trois ormes de sinople, au chef d'azur chargé d'une tête de cheval coupée d'or, allumée d'argent et bridée de gueules. |
| Blason de Limeux | Détails | Les ormes évoquent l'origine du nom de la commune (du latin lemos qui signifie « orme »). Le chevron de gueules provient du blason de la famille de Dorsanne qui avait acquis le château de Saragosse en 1604. La tête de cheval est l'attribut de saint Martin, patron de la paroisse locale. Enfin, les épis de blé représentent l'agriculture. Création Jean-François Binon. Adopté en (?). |

| Blason de Lury-sur-Arnon | Blason  | De sinople à la porte fortifiée du lieu d'argent maçonnée, ouverte du champ, posée sur une champagne d'azur, au chef cousu d'azur chargé de trois fleurs de lis d'or bordé en chef et en flancs d'une bordure engrêlée cousue de gueules. |
| Blason de Lury-sur-Arnon | Détails | * Il y a là non-respect de la règle de contrariété des couleurs : ces armes sont fautives. La porte est l'une des deux portes fortifiées (XIIe siècle) du vieux village. Le chef reprend en partie les armoiries du Berry. Le vert symbolise les prairies du village, le bleu la rivière Arnon. D'après le dessin de Pascal Vagnat Le statut officiel du blason reste à déterminer. |

Pas d'information pour les communes suivantes : Lantan, Lapan, Laugère, Laverdines, Lazenay, Lissay-Lochy, Loye-sur-Arnon, Lugny-Bourbonnais, Lugny-Champagne, Lunery
- Haut – A
- B
- C
- D
- E
- F
- G
- H
- I
- J
- K
- L
- M
- N
- O
- P
- Q
- R
- S
- T
- U
- V
- W
- X
- Y
- Z

## M
| Blason de Massay | Blason  | D'azur aux dix fleurs de lys d'or ordonnées 3, 3, 3 et 1, à saint Martin à cheval partageant son manteau avec un pauvre sur une terrasse isolée, le tout d'argent brochant, à la filière aussi d'or. |
| Blason de Massay | Détails | Saint Martin rappelle que Massay résulte de la fusion des anciennes communes de Saint-Martin-de-Court et de Saint-Vincent-de-Guy et que l'église Saint-Paxent fut autrefois une ancienne abbatiale du nom de Saint-Martin (classée monument historique le 13 juillet 1911). Le statut officiel du blason reste à déterminer. |

| Blason de Mehun-sur-Yèvre | Blason  | D'azur à trois fleurs de lis d'or et un franc-canton de gueules brochant. |
| Blason de Mehun-sur-Yèvre | Détails | Le statut officiel du blason reste à déterminer.                          |
| Blason de Mehun-sur-Yèvre | Alias   | D'or au chef de gueules chargé d'une fleur de lys d'or.                   |

| Blason de Menetou-Couture | Blason  | Écartelé : au 1er d'azur au château du lieu d'or, ouvert et essoré de gueules, ajouré du champ, au 2e de sinople à la charrue d'or, au 3e de sinople au pic de sable emmanché de tenné et posé en bande, au 4e d'azur à l'épi de blé d'or posé en barre, sur le tout, de gueules à l'arbre au naturel. |
| Blason de Menetou-Couture | Détails | * Il y a là non-respect de la règle de contrariété des couleurs : ces armes sont fautives (sable sur sinople). Le statut officiel du blason reste à déterminer. |

| Blason de Méreau | Blason  | Écartelé : au 1er d'argent à la fasce ondée d'azur, au 2e d'argent à la manche mal taillée de gueules, au 3e de gueules à cinq billettes d'argent 3 et 2, au 4e d'azur à deux pointes d'or appointées et posées en chevron. |
| Blason de Méreau | Détails | Le 1er quartier symbolise la rivière Arnon, le 2e est basé sur les armoiries de la famille Herpin, qui fut seigneur du château de Méreau ou Château-Herpin, le 3e reprend les armoiries de la famille Chevilly et le 4e est basé sur les armoiries de la famille d'Estampes, anciens seigneurs d'Autry et alia. Adopté le 1er octobre 1987. |

| Blason de Méry-sur-Cher | Blason  | D'azur au chevron d'or accompagné en chef de deux étoiles du même et en pointe d'un dauphin d'argent couronné aussi d'or.                     |
| Blason de Méry-sur-Cher | Détails | Armoiries de la famille de Bonnault d'Houët, anciens seigneurs de Méry, Morthomiers et alia. Le statut officiel du blason reste à déterminer. |

| Blason de Morthomiers | Blason  | D'azur aux flots d'argent issant de la pointe, surmontés d'un dauphin d'or accompagné de deux étoiles d'or en chef. |
| Blason de Morthomiers | Détails | Inspirées des armoiries de la famille de Bonnault. Adopté le 29 juin 1990.                                          |

Pas d'information pour les communes suivantes : Maisonnais, Marçais, Mareuil-sur-Arnon, Marmagne (Cher), Marseilles-lès-Aubigny, Meillant, Menetou-Râtel, Menetou-Salon, Ménétréol-sous-Sancerre, Ménétréol-sur-Sauldre, Méry-ès-Bois, Montigny (Cher), Montlouis, Morlac, Mornay-Berry, Mornay-sur-Allier, Morogues, Moulins-sur-Yèvre
- Haut – A
- B
- C
- D
- E
- F
- G
- H
- I
- J
- K
- L
- M
- N
- O
- P
- Q
- R
- S
- T
- U
- V
- W
- X
- Y
- Z

## N
| Blason de Nérondes | Blason  | Palé d'argent et d'azur de huit pièces, au chevron de gueules brochant sur le tout.                       |
| Blason de Nérondes | Détails | Ce sont les armoiries des anciens seigneurs de Fontenay. Le statut officiel du blason reste à déterminer. |

| Blason de Neuvy-Deux-Clochers | Blason  | D'azur à la tour d'or maçonnée et ouverte de sable, essorée d'argent et girouettée d'or, posée sur un mont de sinople et accompagnée en chef de deux fleurs de lys d'or, à la bordure engrêlée et cousue de gueules.                                           |
| Blason de Neuvy-Deux-Clochers | Détails | * Il y a là non-respect de la règle de contrariété des couleurs : ces armes sont fautives. Armoiries basées sur celles du Berry. La tour évoque la tour de Vèvre sur sa motte. Redessiné par Jean-Paul Fernon Le statut officiel du blason reste à déterminer. |

| Blason de Neuvy-sur-Barangeon | Blason  | Écartelé : au 1er de sinople au cerf contourné d'or, la tête de face, au 2e d'azur au chevron d'argent accompagné de trois quintefeuilles d'or, au 3e d'azur à deux poissons le 1er d'or, l'autre d'argent, au 4e de gueules à l'écot d'or. Devise / CriQuantum sufficit (Quantité suffisante). |
| Blason de Neuvy-sur-Barangeon | Détails | D'après les indications de Pascal Vagnat. Le statut officiel du blason reste à déterminer. |

| Blason de Nozières | Blason  | Parti: au 1) de gueules à un arbre d'or, au 2) d'argent à la fasce ondée d'azur, à un clou de la Passion d'or brochant. |
| Blason de Nozières | Détails | Création J-F Binon; Utilisation : Bulletin municipal 2022.                                                              |

Pas d'information pour les communes suivantes : Nançay, Neuilly-en-Dun, Neuilly-en-Sancerre, Neuvy-le-Barrois, Nohant-en-Goût, Nohant-en-Graçay, Le Noyer (Cher)
- Haut – A
- B
- C
- D
- E
- F
- G
- H
- I
- J
- K
- L
- M
- N
- O
- P
- Q
- R
- S
- T
- U
- V
- W
- X
- Y
- Z

## O
| Blason de Orval | Blason  | Écartelé : d'azur à trois fleurs de lys d'or et de gueules à la bordure engrêlée d'argent. |
| Blason de Orval | Détails | Le statut officiel du blason reste à déterminer.                                           |

Pas d'information pour les communes suivantes : Oizon, Orcenais, Osmery, Osmoy (Cher), Ourouer-les-Bourdelins
- Haut – A
- B
- C
- D
- E
- F
- G
- H
- I
- J
- K
- L
- M
- N
- O
- P
- Q
- R
- S
- T
- U
- V
- W
- X
- Y
- Z

## P
| Blason de Parassy | Blason  | Coupé : au 1er de sinople à trois grappes de raisin feuillées d'or et rangées en fasce, au 2e d'or à trois trèfles de sinople, le tout enfermé dans une bordure engrêlée de gueules. |
| Blason de Parassy | Détails | Adopté en juin 2007. |

| Blason de La Perche | Blason  | Écartelé : au 1er et au 4e d'or à trois trangles de gueules, au 2e et au 3e d'azur à une perche d'argent.                                                              |
| Blason de La Perche | Détails | Le 1er et le 4e quartier reprennent les armoiries d'Ebbes VI de Charenton, le 2e et le 3e sont parlants. La Perche : Armes parlantes (perche). Adopté le 26 juin 1985. |

| Blason de Pigny | Blason  | D’azur à trois pommes de pin d’or, à la bordure cousue engrêlée de gueules chargée de huit besants d’or.                                                                         |
| Blason de Pigny | Détails | * Il y a là non-respect de la règle de contrariété des couleurs : ces armes sont fautives (gueules sur azur). Pigny : Armes parlantes (pomme de pin). Adopté le 25 janvier 1990. |

| Blason de Plaimpied-Givaudins | Blason  | De sinople aux deux fasces ondées abaissées d'argent, à la crosse d'or brochante, le tout surmonté d'un agneau aussi d'argent accosté de deux gerbes de blé aussi d'or. |
| Blason de Plaimpied-Givaudins | Détails | Le statut officiel du blason reste à déterminer. |

| Blason de Préveranges | Blason  | D’azur à la barre d’argent chargée de l’inscription « BOISCHAUT – MARCHE » en lettres capitales de sable, accompagnée en chef d’une tête de vache et en pointe d’une truite contournée et ployée en barre, le tout d'argent. |
| Blason de Préveranges | Détails | Ce qui est représenté sur le site de la mairie ne peut pas être considéré comme un blason. |

Pas d'information pour les communes suivantes : Parnay (Cher), Plou, Poisieux, Le Pondy, Précy, Presly, Preuilly (Cher), Primelles
- Haut – A
- B
- C
- D
- E
- F
- G
- H
- I
- J
- K
- L
- M
- N
- O
- P
- Q
- R
- S
- T
- U
- V
- W
- X
- Y
- Z

## Q
| Blason de Quincy | Blason  | D'azur au chevron d'or accompagné de trois pommes de pin du même, le pédoncule en haut. |
| Blason de Quincy | Détails | Le statut officiel du blason reste à déterminer.                                        |

Pas d'information pour les communes suivantes : Quantilly

## R
| Blason de Reigny | Blason  | De sinople au pal ondé d'argent, chargé d'une épée basse de gueules et accosté de deux fleurs de lis d'or. |
| Blason de Reigny | Détails | Création JF Binon, utilisée par la mairie (enveloppes) depuis au moins 2013                                |

| Blason de Rezay | Blason  | De gueules au chef de vair, au lion couronné d'or brochant sur le tout.                                                              |
| Blason de Rezay | Détails | Dérivées des armoiries des anciens seigneurs de Lignières, avec des émaux inversés. Le statut officiel du blason reste à déterminer. |

Pas d'information pour les communes suivantes : Raymond (Cher), Rians (Cher)
- Haut – A
- B
- C
- D
- E
- F
- G
- H
- I
- J
- K
- L
- M
- N
- O
- P
- Q
- R
- S
- T
- U
- V
- W
- X
- Y
- Z

## S
| Blason de Saint-Amand-Montrond | Blason  | Écartelé d'or aux trois fasces de gueules et de gueules plain. |
| Blason de Saint-Amand-Montrond | Détails | Malte-Brun, dans La France illustrée (1882), donne : De sinople, à l'épée en pal d'argent, la pointe en l'air, la poignée en or, accostée de fleurs de lis de même. Le statut officiel du blason reste à déterminer. |

| Blason de Saint-Ambroix | Blason  | De sinople à trois pièces de monnaies antiques d'or, au chef cousu de gueules chargé d'une crosse d'or mouvant du trait de partition adextrée de la lettre S et senestrée de la lettre A, le tout d'or. Devise / CriErnodurum (Passage sur l'Arnon). |
| Blason de Saint-Ambroix | Détails | * Il y a là non-respect de la règle de contrariété des couleurs : ces armes sont fautives (gueules sur sinople). Le statut officiel du blason reste à déterminer.                                                                                    |

| Blason de Saint-Florent-sur-Cher | Blason  | D'azur à neuf tiercefeuilles d'or ordonnées 3, 3, 2 et 1. |
| Blason de Saint-Florent-sur-Cher | Détails | Inspiré des armes de la famille Le Roy qui posséda la seigneurie de Saint-Florent du XIIe au XVIIe siècle (cf. alias). Le statut officiel du blason reste à déterminer. |
| Blason de Saint-Florent-sur-Cher | Alias   | De sable à dix tiercefeuilles d'or ordonnées 4, 3, 2 et 1. Armes de la famille Le Roy de Saint-Florent-sur-Cher.                                                        |

| Blason de Saint-Just | Blason  | Mi-taillé : au 1er d'azur aux trois fleurs de lys d'or, à la bordure engrêlée cousue de gueules, au 2e écartelé d'or et de sinople, à la burèle ondée d'azur brochant sur le trait du coupé. |
| Blason de Saint-Just | Détails | * Il y a là non-respect de la règle de contrariété des couleurs : ces armes sont fautives (gueules sur azur). Adopté le 5 mars 1992.                                                         |

| Blason de Saint-Laurent | Blason  | D'or à la jumelle ondée en bande d'azur, accompagnée en chef d'un chêne de sinople, au franc-quartier de gueules chargé d'un gril d'argent, la poignée en bas. |
| Blason de Saint-Laurent | Détails | Armoiries réalisées par Jean-François Binon. |

| Blason de Saint-Léger-le-Petit | Blason  | Parti : au 1er de sinople à saint Léger, évêque d'or, au 2e d'azur à la fasce ondée d'argent, le tout sommé d'un chef d'argent chargé d'une volute de crosse de gueules accostée à dextre de la lettre gothique S et à senestre de la lettre gothique L, toutes deux de sable. |
| Blason de Saint-Léger-le-Petit | Détails | Création Jean-François Binon. Adopté le 10 avril 2015. |

| Blason de Saint-Martin-d'Auxigny | Blason  | D'azur aux trois truites d'or, au chef du même chargé de trois roses de gueules boutonnées aussi d'or. |
| Blason de Saint-Martin-d'Auxigny | Détails | Le statut officiel du blason reste à déterminer.                                                       |

| Blason de Saint-Palais | Blason  | D'argent à trois chevrons de gueules, au chef du même. |
| Blason de Saint-Palais | Détails | Adopté le 30 septembre 1987l.                          |

| Blason de Saint-Pierre-les-Étieux | Blason  | De sinople à la fasce ondée abaissée d'argent surmontée de deux clés d'or passées en sautoir. |
| Blason de Saint-Pierre-les-Étieux | Détails | Redessiné par Pascal Vagnat. Le statut officiel du blason reste à déterminer.                 |

| Blason de Saint-Satur | Blason  | D'argent à la croix de sable chargée à chacune de ses extrémités d'une étoile du champ et en abîme d'un globe cintré et cerclé de gueules, croiseté d'or. Devise / CriLumen vallis (La lumière de la vallée). |
| Blason de Saint-Satur | Détails | Armoiries de l'ancienne abbaye de Saint-Satur. Adopté le 24 novembre 1995. |

| Blason de Saint-Saturnin | Blason  | Écartelé : au 1er de gueules à la croix alésée d'or, au 2e d'azur au cygne d'argent, au 3e d'azur à deux poissons d'argent nageant contre-nageant l'un sur l'autre, au 4e de gueules à l'arbre de sinople. |
| Blason de Saint-Saturnin | Détails | * Il y a là non-respect de la règle de contrariété des couleurs : ces armes sont fautives (sinople sur gueules). Créé par M. Pélerin. Adopté en décembre 1990.                                             |

| Blason de Sancergues | Blason  | D'argent au lion de gueules, à la bordure soudée d'or chargée de six merlettes de sable.                                                                    |
| Blason de Sancergues | Détails | * Il y a là non-respect de la règle de contrariété des couleurs : ces armes sont fautives (or sur argent). Le statut officiel du blason reste à déterminer. |

| Blason de Sancerre | Blason  | D'azur à la herse de labour d'or liée de gueules. |
| Blason de Sancerre | Détails | Le statut officiel du blason reste à déterminer.  |

| Blason de Sancoins | Blason  | Parti : au 1er de gueules au château de deux tours, couvert d'argent, ouvert et ajouré du champ, au 2e d'azur à la fleur de lys d'or. |
| Blason de Sancoins | Détails | Le statut officiel du blason reste à déterminer.                                                                                      |

| Blason de Santranges | Blason  | Parti : au 1er d'or à saint Posen au naturel, accompagné d'un mouton du même, au 2e d'azur, à une grange pyramidale du lieu d'argent essorée d'or en chef et à une bogue de châtaigne d'argent feuillée de trois pièces d'or en pointe. |
| Blason de Santranges | Détails | Adopté le 5 avril 2022. |

| Blason de Saugy | Blason  | D'argent au saule du même feuillé de sinople sur un mont du même, au chef d'azur chargé d'une statue de sainte Ursule d'argent adextrée d'un cœur cousu de gueules et senestrée d'une crosse d'or mouvant du trait du chef. |
| Blason de Saugy | Détails | * Il y a là non-respect de la règle de contrariété des couleurs : ces armes sont fautives (gueules sur azur). . Le statut officiel du blason reste à déterminer.                                                            |

| Blason de Saulzais-le-Potier | Blason  | De gueules aux trois chevrons d’or, au pal du même brochant sur le tout. |
| Blason de Saulzais-le-Potier | Détails | Le statut officiel du blason reste à déterminer.                         |

| Blason de Savigny-en-Sancerre | Blason  | De gueules au château donjonné d'or ouvert, ajouré et maçonné de sable, surmonté à dextre d'un bâton de prieur d'argent et à senestre de trois besants du même, au chef cousu de sinople chargé d'une grappe de raisin aussi d'or accostée de deux châtaignes du même au hile aussi d'argent. |
| Blason de Savigny-en-Sancerre | Détails | * Il y a là non-respect de la règle de contrariété des couleurs : ces armes sont fautives (sinople sur gueules). Créé par Claude Cornette sur l'initiative de l'Amicale des Savigny. Adopté le 31 décembre 1989.                                                                              |

| Blason de Savigny-en-Septaine | Blason  | De gueules au lion d'argent armé, lampassé et couronné d'or, au chef ondé cousu d'azur chargé de sept fleurs de lys aussi d'or ordonnées 4 et 3. |
| Blason de Savigny-en-Septaine | Détails | * Il y a là non-respect de la règle de contrariété des couleurs : ces armes sont fautives (azur sur gueules). Créé par Claude Cornette sur l'initiative de l'Amicale des Savigny. Différences entre dessin et blasonnement : le blasonnement dit armé, lampassé et couronné d’or, sur le dessin, le lion a une langue et des griffes d’argent.. Adopté en 1992 |

| Blason de Senneçay | Blason  | Écartelé : au 1er d'azur à six étoiles non ordonnées d'argent, aux 2e et 3e d'argent plain, au 4e d'azur plain, au tournesol sable, au bouton d'or et chargé d'une champagne voûtée de gueules, brochant en abîme sur l'écartelé, à l'épi de blé tigé d'or et feuillé de six pièces de sable, trois de chaque côté, mouvant de la pointe et brochant sur le tout. |
| Blason de Senneçay | Détails | Redessiné par Jean-Paul Fernon. Le statut officiel du blason reste à déterminer. |

| Blason de Sens-Beaujeu | Blason  | Écartelé en sautoir : au 1er d’argent au chat-huant contourné de gueules, au 2e d’azur semé de molettes d’éperon d’or, au 3e de gueules au château flanqué de deux tours sommées de deux toits pointus, girouettées d’or, ouvert, ajouré et maçonné de sable, au 4e de sinople à la fontaine à deux jets d’or. |
| Blason de Sens-Beaujeu | Détails | Le fond bleu aux molettes d'or fait référence au blason de la maison de Sully, dont est issu Eudes Ier de Sully, premier seigneur de Beaujeu, dont le nom a été accolé à la paroisse de Sens pour donner le nom de la commune d'aujourd'hui, Sens-Beaujeu. Le hibou rouge est un double hommage : d'une part, l'histoire du village est marquée par la sorcellerie (à laquelle le hibou est traditionnellement associé) à travers le procès des sorciers du carroy de Marlou, seul procès complet encore disponible aux archives de nos jours ; d'autre part, le procès s'est tenu en 1583, alors que le seigneur de Beaujeu était Jean du Mesnil-Simon, fondateur de l'actuel château de Beaujeu, et dont les armes représentent six mains rouges inversées sur fond blanc (comme le hibou rouge sur fond blanc). Le château de Beaujeu est le monument emblématique du village, construit par Jean du Mesnil-Simon et transformé au début du XIXe siècle par Pierre-Maurice de Pommereau, dont les propriétaires actuels sont les descendants. Enfin, la fontaine au centre du village est représentée sur fond vert, en référence au bocage caractéristique de Sens-Beaujeu, au croisement du Sancerrois et du Pays Fort. À noter que le blason fait aussi référence aux couleurs du drapeau républicain (bleu / blanc / rouge). Le statut officiel du blason reste à déterminer. |

| Blason de Sévry | Blason  | Parti: au 1) de sinople à une coquille d'or, au 2) d'argent à un chêne coupé au naturel englanté d'or; le tout au chef d'azur chargé de trois écus allemands [targes] surchargés chacun de trois filets de sable alésés en barre ; le tout enfermé dans une bordure échancrée de gueules |
| Blason de Sévry | Détails | Création J-F Binon. Sur site de la commune en 2023, présenté par le maire lors des vœux de nouvel an 2024 |

| Blason de Subligny | Blason  | D'azur à deux épis de blé d'or, tigés et feuillés d'une pièce, passés en sautoir, accompagnés en chef d'une étoile à quatre rais d'argent et en pointe d'une goutte du même, à la champagne ondée d'or chargée d'un fer-de-moulin d'azur, à la bordure engrêlée cousue de gueules, le tout sommé d'un comble de sable chargé de trois pals d'or. |
| Blason de Subligny | Détails | Adopté en 2003 |

| Blason de Sury-ès-Bois | Blason  | Tiercé en pairle renversé : au 1er d'azur à deux léopards couronnés d'or, l'un au-dessus de l'autre, au 2e de sinople à une gerbe de blé d'or liée de gueules, au 3e d'argent à une tête de cheval coupée de tenné, allumée d'argent et bridée de gueules. |
| Blason de Sury-ès-Bois | Détails | Le statut officiel du blason reste à déterminer. |

| Blason de Sury-près-Léré | Blason  | D'azur à la tierce ondée et haussée d'argent, à la bande d'or brochant sur le tout, chargée de trois tiercefeuilles de gueules posées à plomb et accompagnée en pointe d'un gland, tigé et feuillé d'or posé en barre. |
| Blason de Sury-près-Léré | Détails | Adopté le 13 juin 1991l. |

Pas d'information pour les communes suivantes : Sagonne, Saint-Aignan-des-Noyers, Saint-Baudel, Saint-Bouize, Saint-Caprais (Cher), Saint-Céols, Saint-Christophe-le-Chaudry, Saint-Denis-de-Palin, Saint-Doulchard, Saint-Éloy-de-Gy, Saint-Georges-de-Poisieux, Saint-Georges-sur-la-Prée, Saint-Georges-sur-Moulon, Saint-Germain-des-Bois (Cher), Saint-Germain-du-Puy, Saint-Hilaire-de-Court, Saint-Hilaire-de-Gondilly, Saint-Hilaire-en-Lignières, Saint-Jeanvrin, Saint-Loup-des-Chaumes, Saint-Martin-des-Champs (Cher), Saint-Maur (Cher), Saint-Michel-de-Volangis, Saint-Outrille, Saint-Pierre-les-Bois, Saint-Priest-la-Marche, Saint-Symphorien (Cher), Saint-Thibault-sur-Loire, Saint-Vitte, Sainte-Gemme-en-Sancerrois, Sainte-Lunaise, Sainte-Montaine, Sainte-Solange, Sainte-Thorette, Saligny-le-Vif, Serruelles, Sidiailles, Soulangis, Soye-en-Septaine, Le Subdray, Sury-en-Vaux
- Haut – A
- B
- C
- D
- E
- F
- G
- H
- I
- J
- K
- L
- M
- N
- O
- P
- Q
- R
- S
- T
- U
- V
- W
- X
- Y
- Z

## T
| Blason de Trouy | Blason  | D'azur au chef-pal cousu de gueules chargé en chef d'un puits d'argent maçonné de sable, accosté de deux roses d'or et en pal d'une clef versée contournée du même. |
| Blason de Trouy | Détails | * Il y a là non-respect de la règle de contrariété des couleurs : ces armes sont fautives (gueules sur azur). Adopté le 30 janvier 1998l.                           |

Pas d'information pour les communes suivantes : Tendron (Cher), Thaumiers, Thauvenay, Thénioux, Thou (Cher), Torteron, Touchay
- Haut – A
- B
- C
- D
- E
- F
- G
- H
- I
- J
- K
- L
- M
- N
- O
- P
- Q
- R
- S
- T
- U
- V
- W
- X
- Y
- Z

## U
Pas d'information pour les communes suivantes : Uzay-le-Venon

## V
| Blason de Vailly-sur-Sauldre | Blason  | Écartelé : au 1er et au 4e de gueules au lion d'argent, au 2e et au 3e au croissant d'argent accompagné de six croisettes recroisetées au pied fiché d'or, trois rangées en chef et trois rangées en pointe. Devise / CriFortitudo et serenitas (Bravoure et sérénité). |
| Blason de Vailly-sur-Sauldre | Détails | Le statut officiel du blason reste à déterminer. |

| Blason de Vallenay | Blason  | Écartelé : au 1er de gueules à deux truites d'or l'une au-dessus de l'autre, au 2e d'azur au lion d'argent, armé et lampassé de gueules, au 3e d'azur à la tour d'argent maçonnée de sable, au 4e de gueules à deux fleurs de lis d'or rangées en bande, le tout sommé d'un comble de gueules chargé de deux étoiles d'argent. |
| Blason de Vallenay | Détails | Le statut officiel du blason reste à déterminer. |

| Blason de Vasselay | Blason  | D'azur à l’église du lieu d'argent essorée de gueules et ajourée de sable, flanquée à senestre d'un clocher à bâtière d'argent, essoré de gueules, ouvert et ajouré de sable, sommé d'un coq de sable, le tout sur une terrasse de sinople chargée de trois croisettes latines de sable rangées en fasce. |
| Blason de Vasselay | Détails | * Il y a là non-respect de la règle de contrariété des couleurs : ces armes sont fautives (sinople sur azur). Le statut officiel du blason reste à déterminer. |

| Blason de Venesmes | Blason  | Coupé : au 1er d'azur au rais d'escarboucle d'or, accosté de deux gerbes de blé du même, au 2e de gueules à la grappe de raisin d'or tigée et feuillée de sinople, à la divise ondée d'argent brochant sur la partition. |
| Blason de Venesmes | Détails | Le statut officiel du blason reste à déterminer. |

| Blason de Verdigny | Blason  | Écartelé: au 1) de sinople à une herse de labours d'or, au 2) de gueules à saint Vincent tenant dans sa dextre une palme et dans sa senestre une grappe de raisin d'or, au 3) de gueules à une chèvre arrêtée d'or, au 4e de sinople à une hotte de vigneron d'or ; au filet en croix combiné à une filière d'argent brochant sur la partition. |
| Blason de Verdigny | Détails | utilisé par la commune pour ces documents officiels 2008 |

| Blason de Verneuil | Blason  | De sinople aux deux cotices ondées d'argent accostées de deux feuilles de verne d'or posées en bande, à l'écusson de gueules au bœuf aussi d'argent surmonté d'un gland versé d'or tigé et feuillé de deux pièces du même, brochant en abîme. |
| Blason de Verneuil | Détails | Armes parlantes (feuille de verne). Redessiné par Jean-Paul Fernon. Adopté le 16 mars 2009. |

| Blason de Vesdun | Blason  | Parti : au 1er d'azur semé d'étoiles d'or, au lion du même brochant, au 2e de gueules à la tour d'argent avec ses avant-murs mouvant des flancs et posés en chevron, le tout maçonné de sable, ouvert du champ et posé sur une terrasse de sinople. |
| Blason de Vesdun | Détails | Redessiné par Jean-Paul Fernon. Adopté en 1971. |

| Blason de Vierzon | Blason  | D'azur à la tour crénelée de quatre pièces d'argent, posée en bande, ouverte, ajourée et maçonnée de sable. Devise / CriAliunde pauca requirens (Demande guère à autrui). |
| Blason de Vierzon | Détails | Le statut officiel du blason reste à déterminer. |
| Blason de Vierzon | Alias   | D'azur à la tour crénelée de quatre pièces d'argent, ouverte, ajourée et maçonnée de sable.                                                                               |

| Blason de Vignoux-sur-Barangeon | Blason  | D’argent au cep de vigne de sinople, fruité de gueules, entourant un échalas de sable et soutenu d’une divise ondée d’azur. |
| Blason de Vignoux-sur-Barangeon | Détails | Armes parlantes (vigne). Le statut officiel du blason reste à déterminer.                                                   |

| Blason de Villabon | Blason  | De sinople au chevron renversé d'or accompagné en chef d'un mouton d'argent, accolé et clariné de gueules, au chef cousu d'azur chargé d'une fasce ondée d'argent. |
| Blason de Villabon | Détails | * Il y a là non-respect de la règle de contrariété des couleurs : ces armes sont fautives (azur sur sinople). Adopté le 6 février 1986.                            |

| Blason de Villequiers | Blason  | Écartelé : aux 1er et 4e d'azur au faucon perché d'argent regardant à dextre, aux 2e et 3e de gueules au château de trois tours couvertes et girouettées d'argent, ouvert et ajouré de sable et posé sur un tertre de sinople. |
| Blason de Villequiers | Détails | * Il y a là non-respect de la règle de contrariété des couleurs : ces armes sont fautives (sinople sur gueules). D'après un dessin de Jean-Paul Fernon.                                                                        |

| Blason de Vinon | Blason  | D'or au cep de vigne de sinople fruité de pourpre entourant un échalas de sable, terrassé de terre labourée au naturel, à la jumelle d'azur en chef. |
| Blason de Vinon | Détails | Armes parlantes (vigne). Redessiné par Jean-Paul Fernon. Adopté en 1988.                                                                             |

| Blason de Vornay | Blason  | D'azur à la croisette alésée d'or accompagnée de deux burelles ondées d'argent, l'une en chef, l'autre en pointe. |
| Blason de Vornay | Détails | Adopté en octobre 1985.                                                                                           |

Pas d'information pour les communes suivantes : Veaugues, Vereaux, Vernais, Vignoux-sous-les-Aix, Villecelin, Villegenon, Villeneuve-sur-Cher, Vorly, Vouzeron